# 16-Éthylhentriacontane
Le 16-éthylhentriacontane est un hydrocarbure de la famille des alcanes de formule brute C33H68. Il est l'isomère du tritriacontane.